# Xenochroa xanthia
Xenochroa xanthia là một loài bướm đêm thuộc họ Nolidae. Nó được tìm thấy ở đông bắc parts of the Himalaya, Singapore, Sumatra, Borneo và Palawan. Nó hiện diện ở rừng đất thấp.